# GR-20 (Francia)

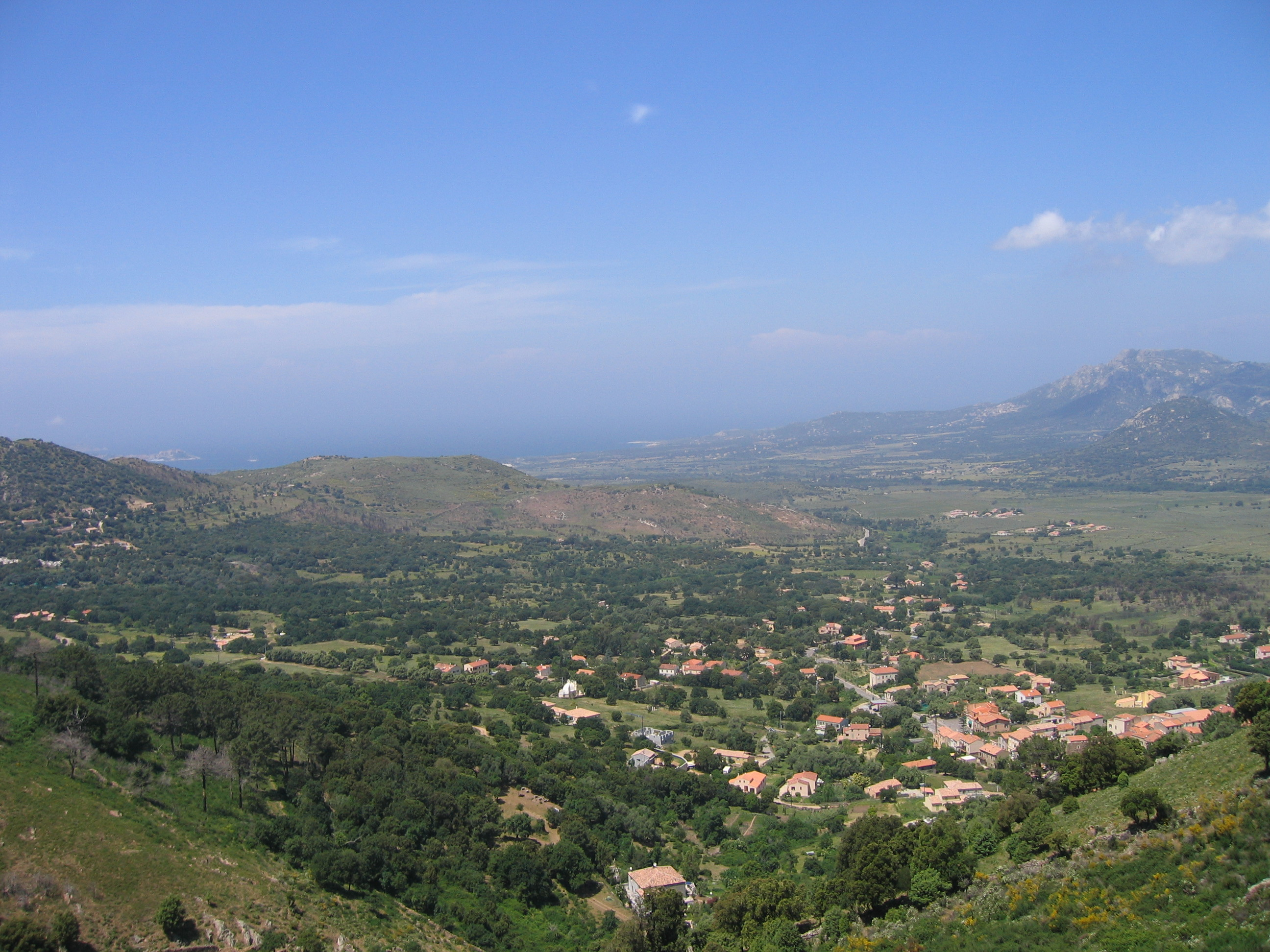
Vista de Calenzana, punto de partida del GR-20 corso, desde el sendero.

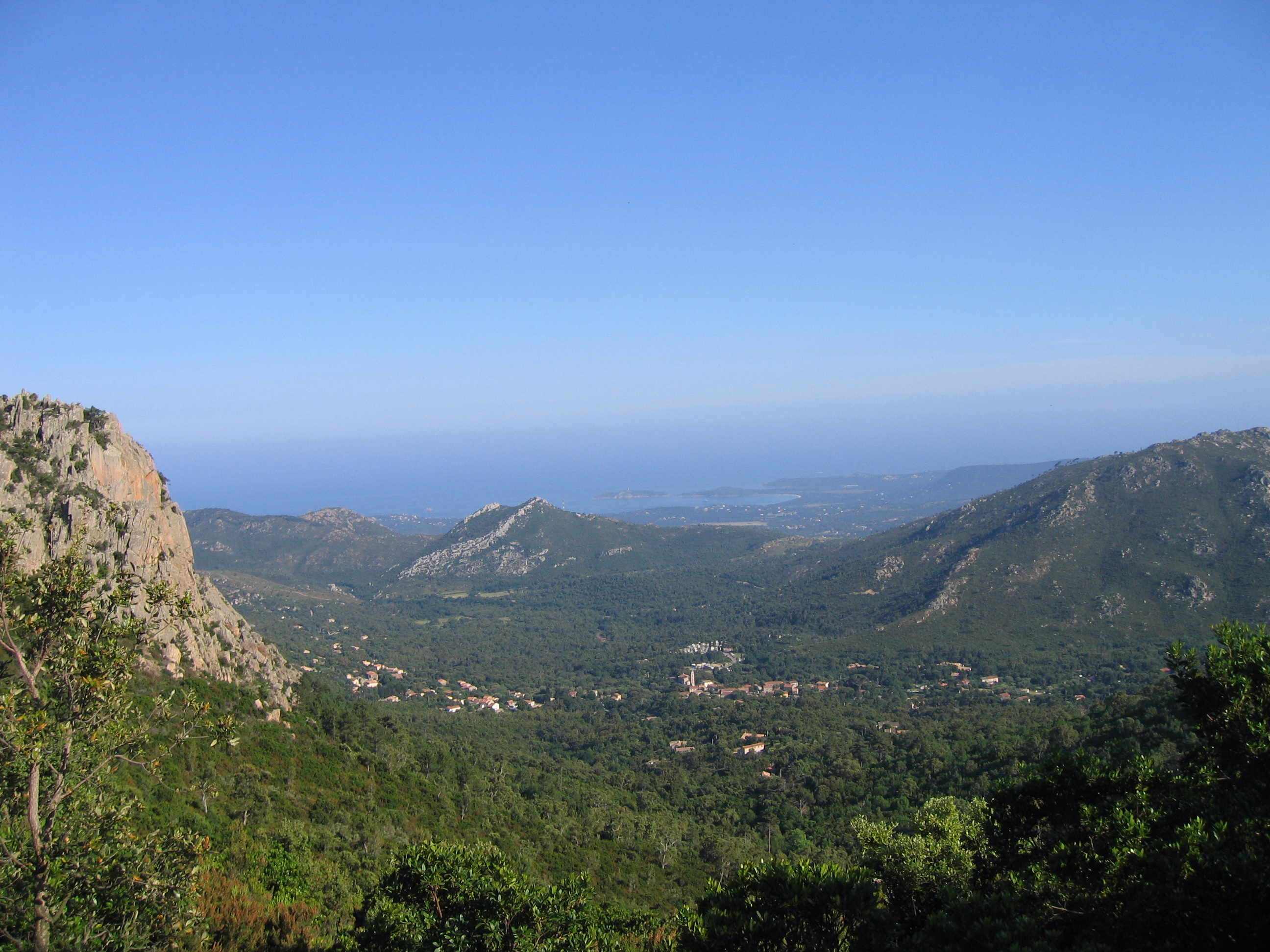
Vista de Conca, final del GR-20 de la isla de Córcega.

El GR-20 es un Sendero de Gran Recorrido de Francia que atraviesa la isla de Córcega de noroeste a sudeste por senderos de montaña a lo largo de unos 180-200 km, con más de 20.000 m de desnivel acumulado y 15 o 16 etapas según la distancia elegida.
La Federación francesa de senderismo considera esta ruta como una de las más difíciles y bellas de Europa, por su carácter alpino pronunciado, con desniveles superiores a 600 m por etapa. La primera marcación de la ruta se hizo en 1970, en 1971 se construyeron los dos primeros refugios y en 1972 se crea el Parque natural regional de Córcega.

## Itinerario

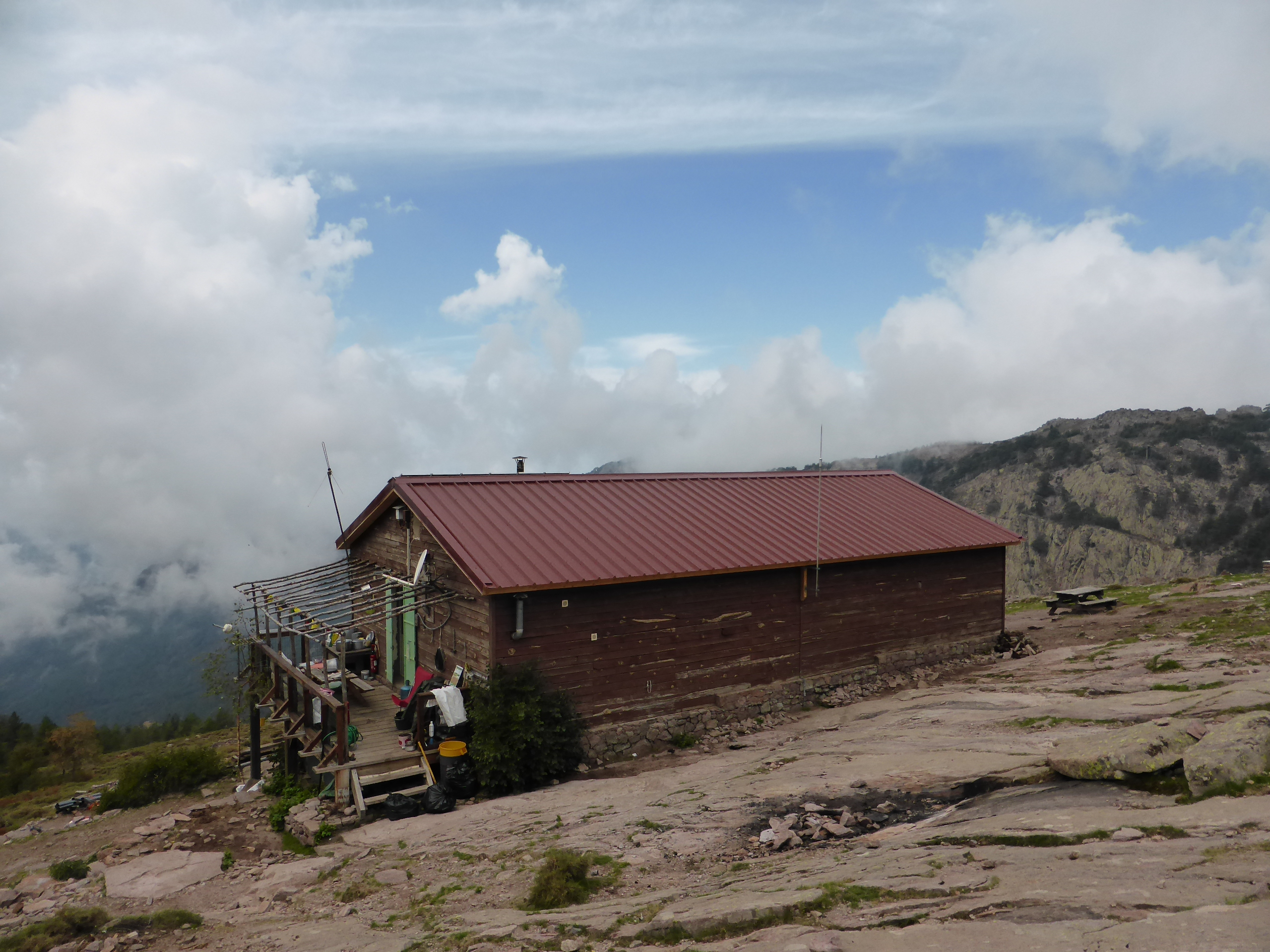
Refugio de Ortu-di-u Piobbu, final de primera etapa, a 1520 m.

- Etapa 1. Calenzana-Refugio d’Ortu di u Piobbu, 12 km.[4] La ruta empieza en los aledaños de Calenzana, antiguo pueblo de pastores a 300 m de altitud, en el norte de Córcega. Sube por un sendero mulero hasta la única fuente de la etapa y llega al collado de Capo di u Ravalente, a 616 m, desde donde se ve la costa y la localidad de Calvi junto al mar. Luego el camino continua ascendiendo por senderos hasta el refugio, punto más alto de la etapa, a 1520 m.[5]

- Etapa 2. Refugio d’Ortu di u Piobbu-Refugio de Carrozzu, 9 km.[6] El camino empieza ascendiendo hasta Bocca di Pisciaghja, a 1950 m y sigue por una serie de collados a gran altura. Pasa al oeste de Capu Ladroncellu (2145 m) y tras el col d'Avartoli (1898 m) y la Boca Innominata (1912 m), desciende largamente hasta el refugio de Carrozzu, a 1270 m.[7]

- Etapa 3. Refugio de Carozzu-Ascu Stagnu, 10 km.[8] Al dejar el refugio se pasa por la pasarela colgante de Spasimata, donde uno se puede bañar, y luego en largo ascenso se pasa junto al lago de la Muvrella hasta el collado de Bocca di Stagno, a 2010 m, desde donde se baja al refugio de Asco, a 1422 m de altitud.[9]

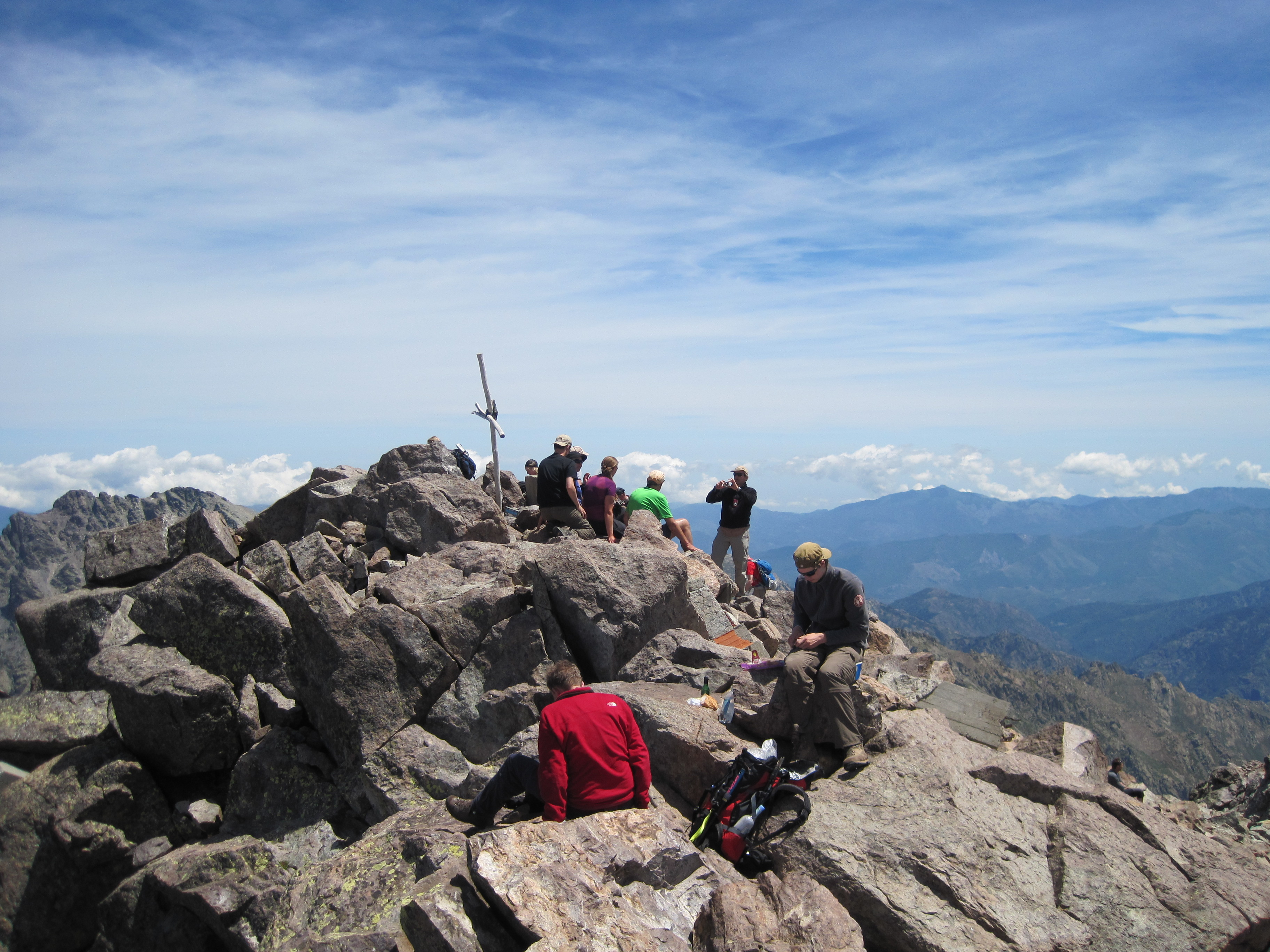
Cima del monte Cinto, al que se puede acceder desde la cuarta etapa del GR-20.

- Etapa 4. Ascu Stagnu-Refugio de Tighjetu, 7 km[10] o Auberge d'u Vallone, 8 km. Etapa difícil que cambió de ruta debido a un accidente ocurrido en el circo de la Soledad en 2015 y sube más hacia el este, por roquedales, dando un rodeo por las crestas que culmina en el punto más alto del GR-20, la Punta des Eboulis, a 2607 m, al sudoeste del monte Cinto, de 2706 m, el punto más alto de Córcega, y sigue carenando hasta la Bocca Crucetta, a 2456 m, desde donde baja al refugio de Tighettu, a 1683 m.[11][12] En 2018, se reabrió el paso por el circo de la Soledad (Solitude en francés), con las correspondientes precauciones.[13] A 1423 m, 300 por debajo de Tighjettu, se encuentra el refugio de Vallone.[14]

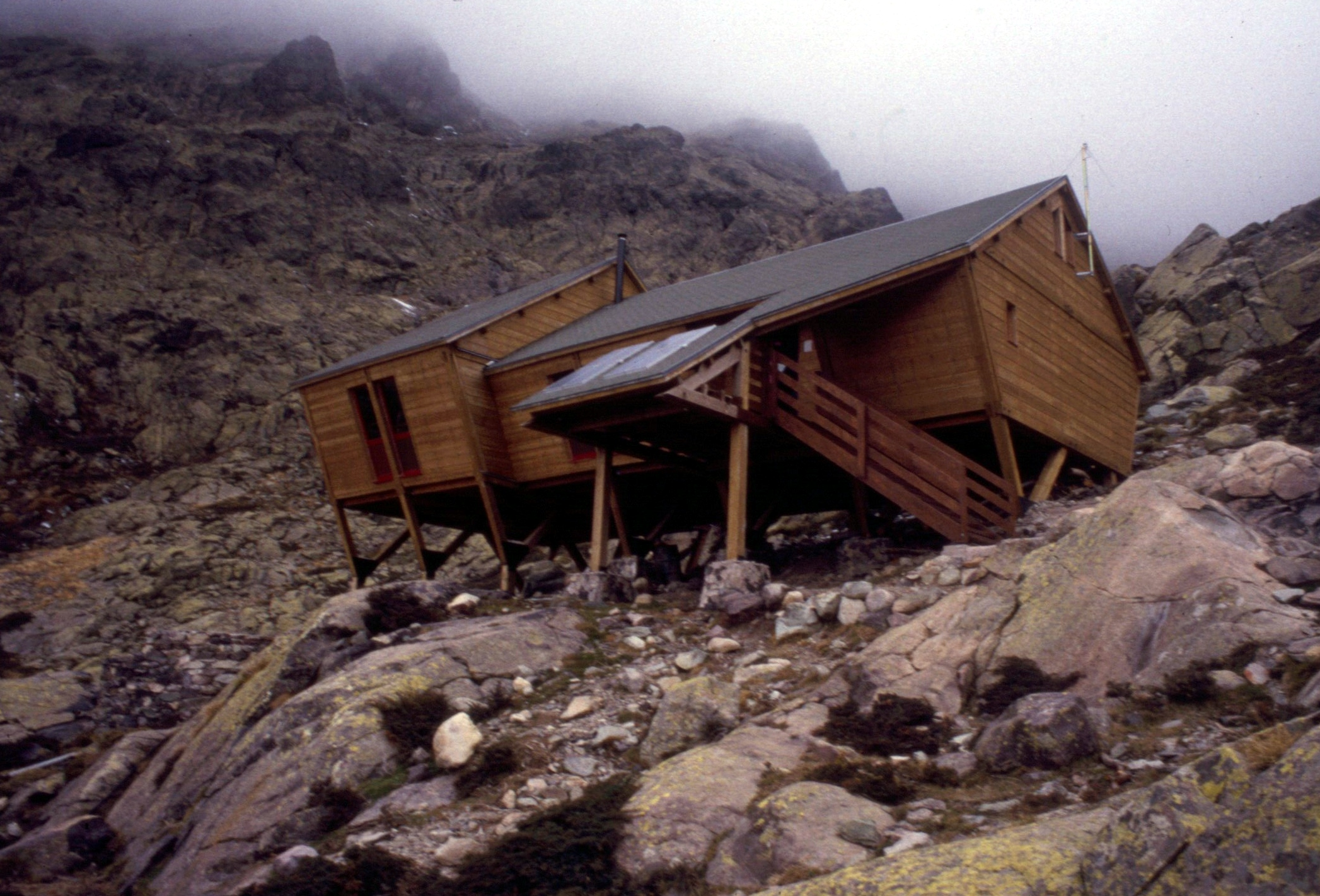
Refugio de Tighjettu

- Etapa 5. Auberge d'u Vallone o refugio de Tighjetu-Hôtel Castel di Vergio, unos 12-15 km hasta Vergio según punto de partida.[15] Desde el refugio de Tighjetu se desciende al refugio (bergeries) de Vallone. Desde aquí se sigue un rato por el bosque y luego se asciende por roquedos hasta el collado de Bocca di Fuciale, a 1900 m. Unos 15 minutos después, se alcanza el refugio de Ciottulu, a 1991 m, punto más alto de la etapa.[16] Aquí se puede acabar la etapa después de unos 6,5 km o descender hasta el Hotel Gîte Camping Castel de Vergio, el hotel más alto de Córcega, a 1400 m y unos 15 km.[17]

- Etapa 6. Hôtel Castel di Vergio-Refugio de Manganu, 17 km.[18] Si se parte de Ciottulu (con lo que la etapa tendrá unos 22 km) hay que bajar por el bosque hasta el hotel de Vergio, que es estación de esquí, desde donde se sigue por bosque de pinos hasta Bocca San Pedru (Col de St Pierre), a 1450 m y luego por cresta y cortando por debajo del Capu a u Tozzu (2007 m), hasta el collado de Bocca a Reta (1883 m), desde donde se baja al lago de Nino (1743 m). Luego se sigue el río Tavignano abajo hasta los 1597 m, desde donde se sigue por ladera para cambiar de valle hasta la Bocca d'Acqua Ciarnente (1568 m) y el refugio de Manganu, a 1600 m.[19]

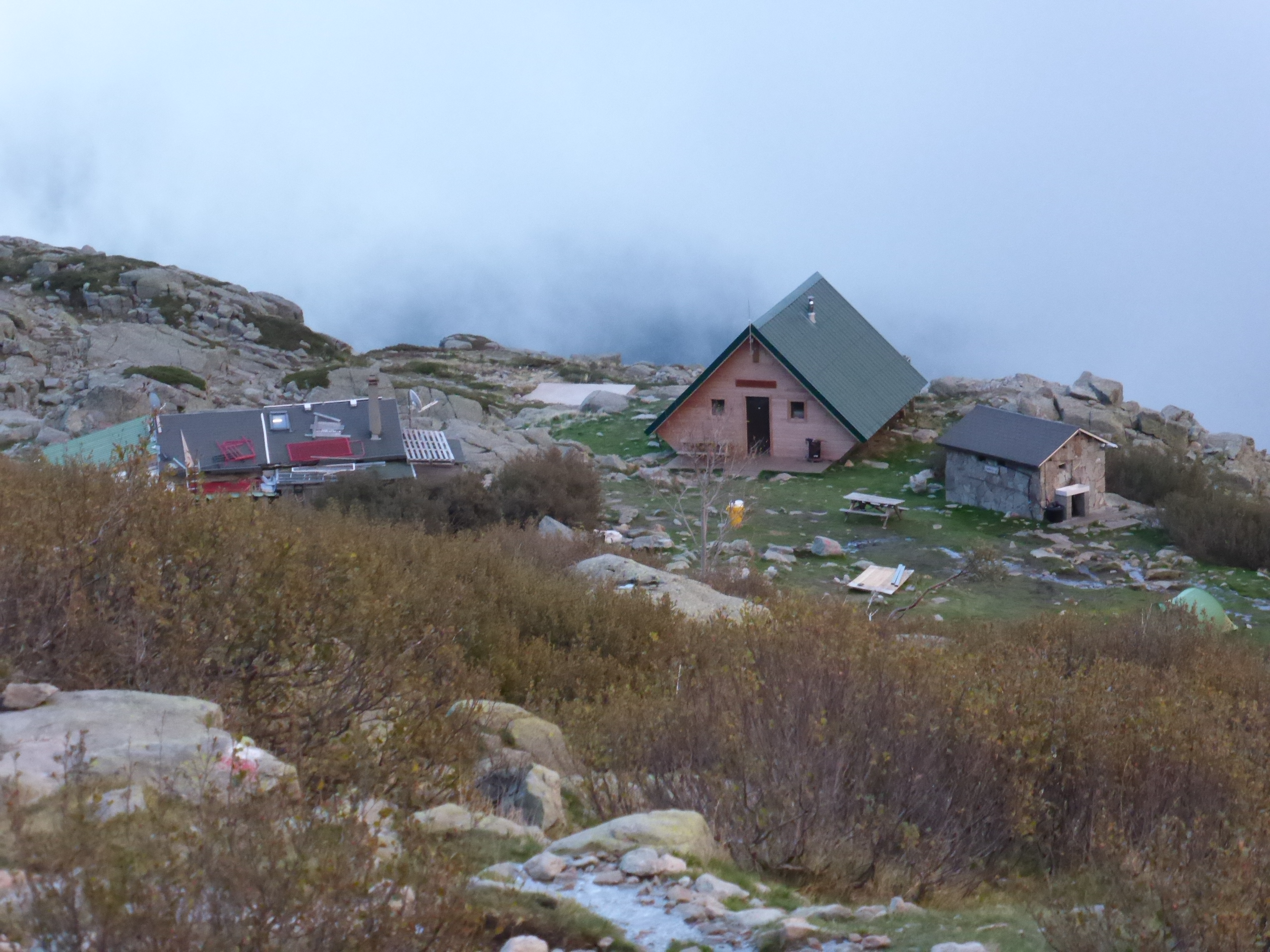
Refugio de Petra Piana

- Etapa 7. Refugio de Manganu-Refugio de Petra Piana, 8 km.[20] Se cruza un puente, se atraviesan dos mesetas herbáceas con canales de agua y un pequeño lago antes de subir por un roquedo hasta la Boca alle Porte y después la brecha de Capitello, el punto más alto de la ruta, a 2225 m, por encima de los lagos de Capitello y Melo. El camino crestea un tramo, luego baja un poco hasta el col de Rinoso, a 2170, y sube a la Boca Muzzella, a 2206 m, desde donde se desciende al pequeño refugio de Petra Piana, a 1842 m.[21]

- Etapa 8. Refugio de Petra Piana-Refugio de l’Onda, 9 km.[22] Etapa fácil con una variante. La ruta normal desciende por el río Manganello entre abedules hasta las bergeries (aprisco donde se guardan las ovejas y en este caso se vende queso) de Tolla, a 942 m, y desde aquí se sube por el río Grotttacia hasta las bergeries de l'Onda y el refugio de Onda, a 1430 m.[23]

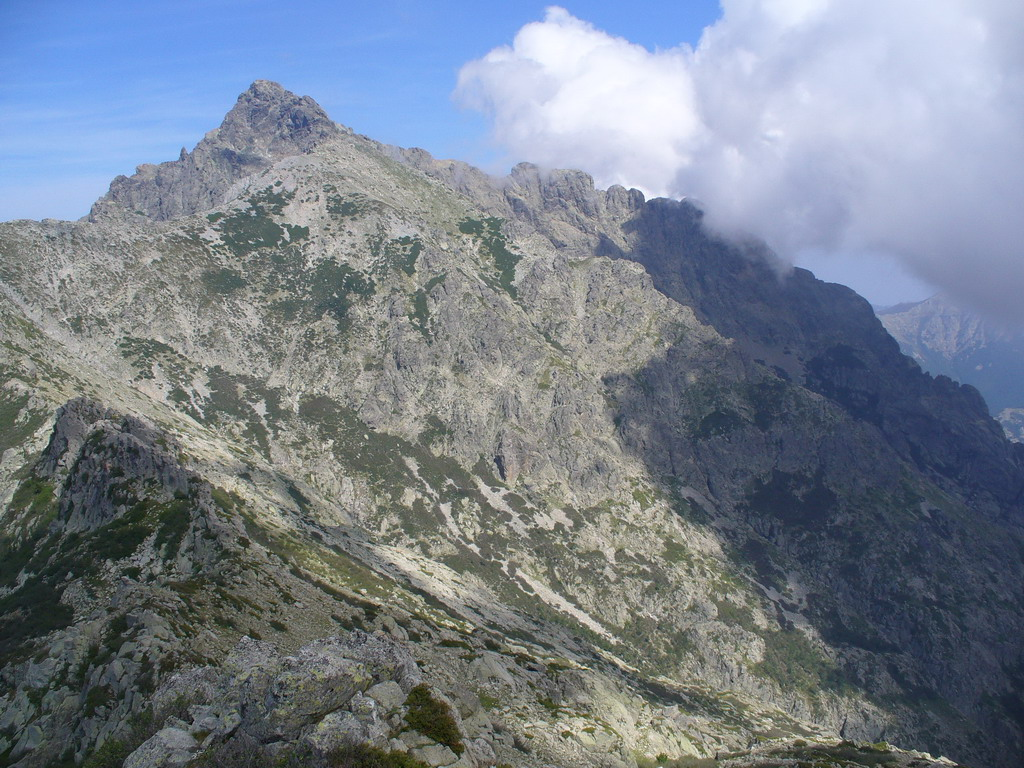
Monte Oro y PUnta Muratello, en la novena etapa.

- Etapa 9. Refugio de l’Onda-Vizzavona, 10 km.[24] Etapa relativamente fácil con dos variantes. Consta de un largo ascenso y un largo descenso. Desde el refugio se sube a la Punta Mutarello, a 2020 m. El largo descenso baja de los roquedos a unas granjas y al bosque antes de llegar al pueblo de Vizzavona, a 954 m.[25] Vizzavona es un pueblo con varios lugares donde dormir e incluso tiene estación de tren.[26]

- Etapa 10. Vizzavona-Bergeries d’E Capannelle (Refugio de Capannelle), 13 km.[27] Larga subida desde Vizzanova (950 m) hacia el sudeste por el bosque con un tramo en zigzag hasta Bocca Palmente, a 1640 m. Desde aquí, un largo tramo siguiendo la misma curva de nivel hasta los apriscos de Alzeta y luego los de 'E Scarpaceghje. La última parte de la etapa atraviesa el bosque de Sambuccu hasta el refugio de E Campanelle, a 1586 m, con bar y restaurante, en una estación de esquí.[28]

- Etapa 11. Bergeries de Capannelle-Refugio de Prati, 17 km.[29] Desde el refugio media hora hasta el aprisco de Traggette, luego el Pont de Casaccie, donde se encuentra con la carretera D169, y desde aquí bordeando la montaña hasta la D69, donde se halla el refugio de San Pietro di Verde, a 1243 m. Se cruza la carretera y se sube a Bocca d'Oru, a 1840 m. El refugio de Prati, a 1820 m, se alcanza en 15 minutos.[30]

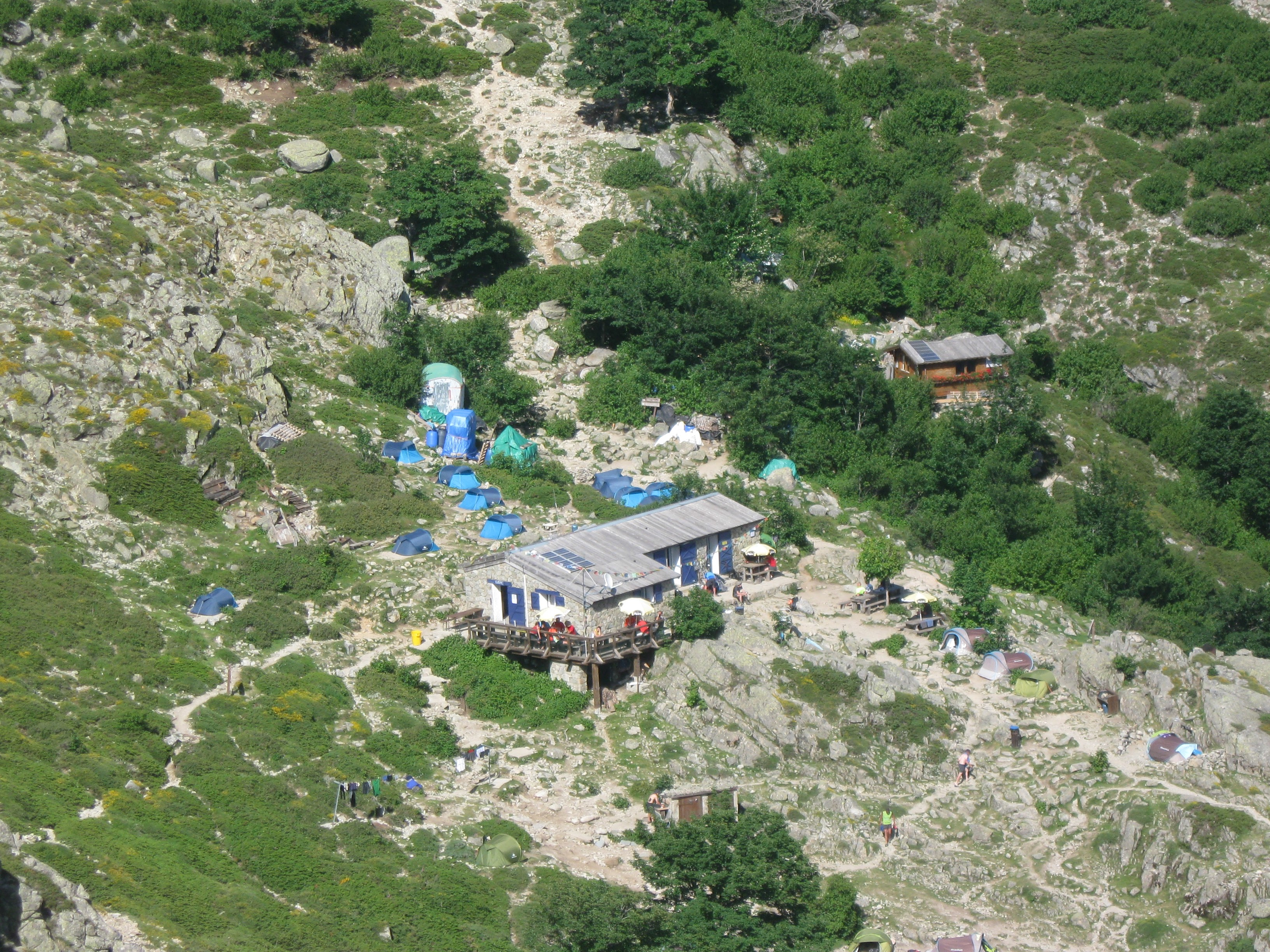
Refugio de Usciolu

- Etapa 12. Refugio de Prati-Refugio d’Usciolu, 10 km.[31] Etapa de cresta, de norte a sur, una hora y media hasta la Punta Capella, a 2041 m, luego la Punta di Campitello, a 1937 m, la Bocca di Rapari, a 1614 m y el col di Laparo, a 1510 m, desde donde se puede descender al pueblo de Cozzano, al oeste por el GRP Mare a Mare. El camino sigue cresteando por la punta Mozza (1831 m), la Punta Bianca (1954 m)l el monte Furmicula (1981 m) y finalmente se pasa por debajo de la cresta d'Acqua d'Acelli y se alcanza el refugio de Usciolu, a 1750 m.[32]

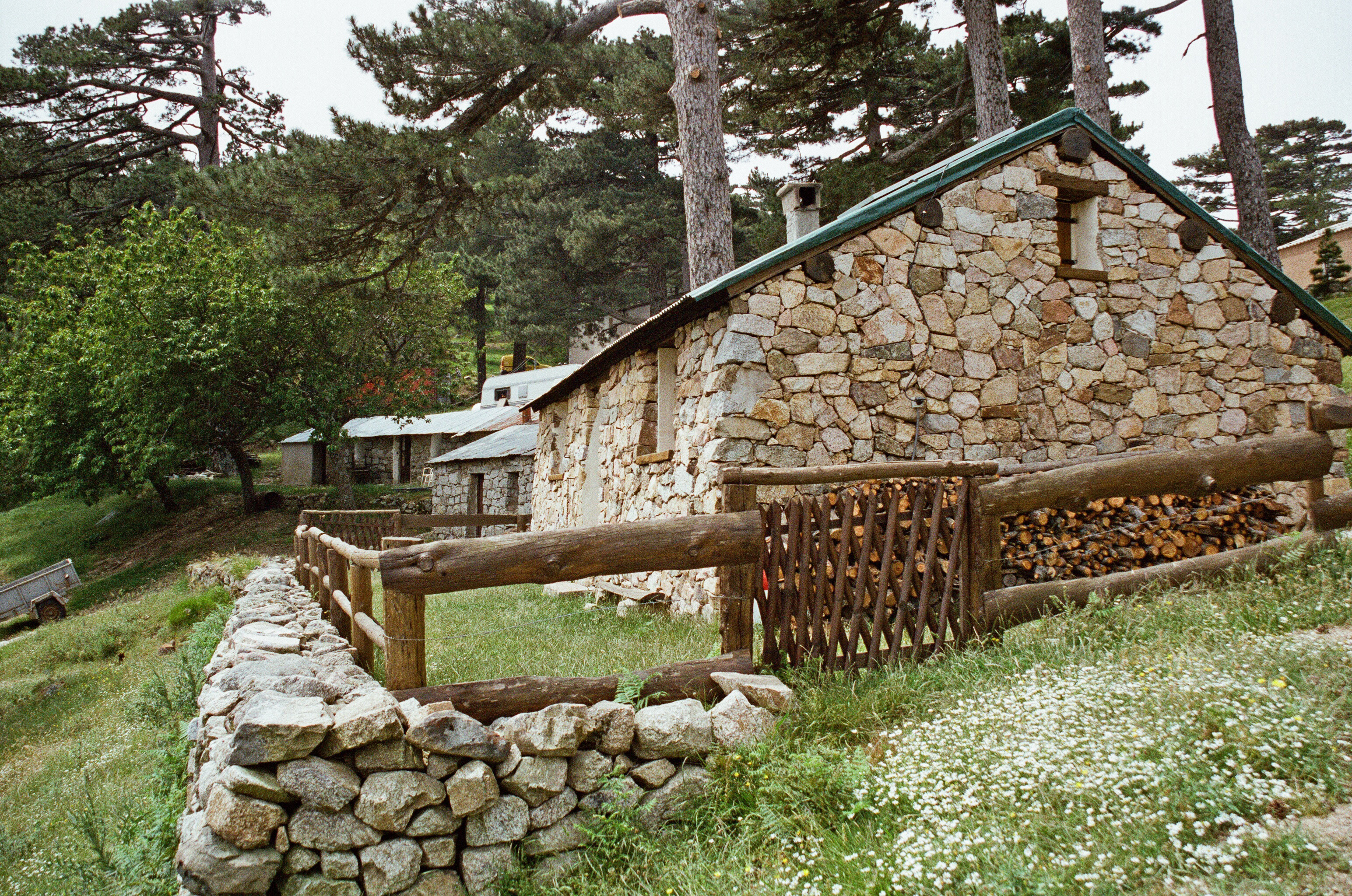
Pequeño pueblo de Bavella, en la penúltima etapa

- Etapa 13. Refugio d’Usciolu-refugio de Asinau. 16 km. En 2011, la antigua etapa que terminaba en el Refugio de d'Asinau se divide en dos, y se habilita el refugio de Matalza. La etapa nueva,[33] de 11 km, por la meseta de Cuscinou, resulta menos interesante, y en 2013 se vuelve a la anterior. Desde el refugio se sube a la Bocca di Suragheddu, a 1805 m, y se sigue la arista (llamada de las estatuas) hacia el sur, con bajada final hacia el sudeste por bosque hasta la Bocca de l'Agnone, a 1570 m, bajo el monte Occhjatu, de 1752 m. Desde aquí, se baja hasta el río Forcinchesi o Furcinchesu, que se cruza por pasarela a 1470 m, y luego una dura subida de 600 hasta el monte Incudine (o de L'Alcudina), de 2134 m, seguida de un fuerte descenso hasta el refugio de Asinau, a 1530 m.[34]

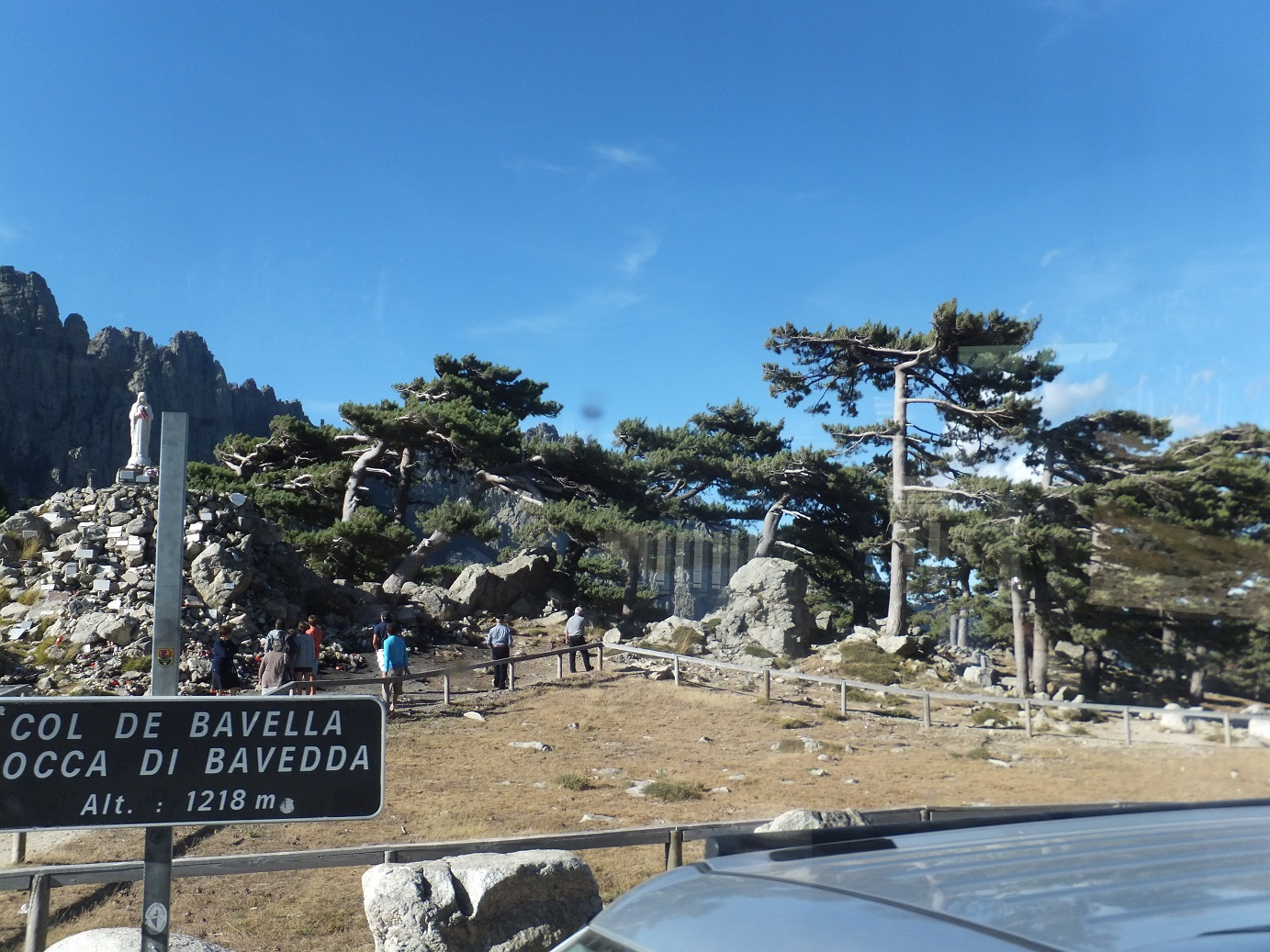
Collado de Bavella

- Etapa 14. Refugio d'Asinau-Refugio d'l Paliri, 15 km.[35] Desde Alsinau se desciende suavemente por bosques de pinos y riachuelos hasta el cruce con una variante más alpina de la ruta, a 1320 m. El camino fácil sigue bajando hasta el llano de la Pulvada, a 1049 m, luego bordea por el oeste y el sur las Agujas de Bavella, hasta el col de Bavella, a 1220 m, donde hay un pequeño pueblo (Bavella), con restaurantes, albergues y tiendas, desde donde se ven las agujas del mismo nombre, al oeste. Desde aquí se baja de nuevo hasta el rio Vulpajola, a 1010 m, se sube al este por bosque hasta el collado de Foce Finosa, a 1206 m, y luego al nordeste, en descenso bajo la cresta de Punta Tafumata, hasta el refugio de Paliri, a 1055 m.[36] La variante alpina, más técnica, sube a las agujas de Bavella, a 1611 m y por roquedos, desciende hasta el pueblo de Bavella, donde retoma el camino fácil.

- Etapa 15. Refugio del Paliri-Conca, 12 km. Etapa fácil en descenso, con dos pequeñas subidas. Al final, se pasa la Bocca d'Usciolu, a 587 m, y se contempal el pueblo de Conca, debajo, a 294 m.[37]

Las etapas 14 y 15, de Asinau a Conca, se pueden hacer de una tirada, con unos 25 km.

## Página oficial de la ruta
- GR 20 : randonner en Corse du Nord au Sud
- Ruta en solo 5 etapas: Faire le GR20 en 5 jours : les étapes